# Васильев, Леонид Осипович
Леони́д О́сипович (Ио́сифович) Васи́льев (1858, Борисоглебск — после 1921) — русский архитектор, академик архитектуры, преподаватель. Автор комплекса Алексеевской психиатрической больницы на Канатчиковой даче в Москве и ряда церковных построек.

## Биография
Родился в 1858 году в Борисоглебске. В 1877 году окончил Московское училище живописи, ваяния и зодчества (МУЖВЗ), в 1882 году — Императорскую Академию художеств со званием классного художника архитектуры 1-й степени. В 1887 году по итогам пенсионерской поездки за границу получил звание академика. Жил и работал в Москве с 1887 года. В 1888—1907 годах служил преподавателем МУЖВЗ, одновременно являлся архитектором здания училища. А 1889—1897 годах работал московским участковым архитектором. С 1898 года состоял преподавателем Императорского технического училища. С 1905 года занимал должность председателя Оценочной комиссии Московского Городского Кредитного Общества. В 1920 году работал в Центральном отделе сооружений Моссовета. В 1921 году состоял в Технико-статистическом бюро Москомгосоора.

## Проекты и постройки
- Церковь Иконы Божией Матери Всех Скорбящих Радость при Алексеевской психиатрической больницы на Канатчиковой даче (1894—1896, Москва, Загородное шоссе, 2, стр. 1)[3];
- Комплекс Алексеевской психиатрической больницы на Канатчиковой даче, при участии архитектора И. М. Рыбина (1896, Москва, Загородное шоссе, 2);
- Приделы Храма Успения Пресвятой Богородицы в Гончарах (1898, Москва, Гончарная улица, 29);
- Церковь Иоанна Рыльского при Алексеевской психиатрической больнице на Канатчиковой даче (1900, Москва, Загородное шоссе, 2, стр. 10)[4];
- Общежитие Императорского Московского технического училища (1902, Москва, Вторая Бауманская улица, 7);
- Пристройка к Владимирской больнице (?, Москва, Рубцовско-Дворцовая улица, 1);
- Пристройка к Преображенской психиатрической больнице (?, Москва, улица Матросская Тишина, 20);
- Казённые винные склады (?, Саранск, Нижний Ломов).